# John Herman Merivale
John Herman Merivale (* 5. August 1779 in Exeter; † 25. April 1844 in Bedford Square, London) war ein englischer Übersetzer und Rechtsanwalt.
Ab 1831 war Merivale Bevollmächtigter in Konkursverfahren. Er war verheiratet mit Louisa Heath Drury, Tochter des Dr. Drury, Rektor von Harrow; sein zweiter Sohn war der Historiker Charles Merivale.
John Herman Merivale war Mitarbeiter von Robert Bland (1770–1825) bei seinen Collections from the Greek Anthology. Er veröffentlichte hervorragende Übersetzungen aus dem Italienischen und Deutschen.